# Radegunda
Radegunda – imię żeńskie pochodzenia germańskiego. Wywodzi się od imienia Radegund, składającego się ze słów rad „porada, rada” oraz gund „walka”. W Polsce spotykane rzadko, również jako Radigunda i Radygunda.
W styczniu 2024 w rejestrze PESEL, wśród publicznie dostępnych danych, nie wykazano kobiet o imieniu Radegunda.
Radegunda imieniny obchodzi 13 sierpnia.

## Kobiety o tym imieniu
- Radegunda z Turyngii (ok. 520 – ok. 587)[1], święta, królowa, mniszka, diakonisa, fundatorka i przełożona klasztoru Świętego Krzyża w Poitiers
- Radegunda (Radiana) z Wellenburga (zm. ok. 1290)[1] – niemiecka święta.